# 江北乡
江北乡，是中华人民共和国吉林省吉林市龙潭区下辖的一个乡镇级行政单位。

## 行政区划
江北乡下辖以下地区：
棋盘村、民主村、官地村、柳树村、李家村、大屯村、北山村、靠山村、哈达村和八家子村。